# Classe C (sommergibile)
I sommergibili Classe C della Royal Navy furono le ultime unità britanniche ad essere costruite con motori a benzina, come evoluzione dei primi sottomarini classe Holland. Tra il 1905 ed il 1910 vennero costruite 38 unità che presero parte alla prima guerra mondiale.
Furono caratterizzati da una limitata autonomia e dalla scarsa galleggiabilità in superficie, ma la loro forma allungata li rese più efficienti in immersione.